# Guadalupe de Ramírez
Guadalupe de Ramírez es una población del estado mexicano de Oaxaca, es cabecera del municipio del mismo nombre. Se localiza en las cercanías de los cerros el Peñasco y el Colorado. Cuenta con un clima cálido en gran parte del año. El suelo que conforma este municipio es en su mayoría pedregoso.
Dentro de los principales atractivos culturales que podemos encontrar en Guadalupe de Ramírez se encuentra la fiesta a la Virgen de Asunción que se celebra el 15 de agosto, también la gran fiesta del 12 de octubre donde se comienza a celebrar desde el comienzo del mes con las mañanitas a la Virgen de Guadalupe patrona de esta comunidad celebrando el día en que la imagen de la Virgen llegó al pueblo. La música tradicional de este municipio es ejecutada con instrumentos de viento. La comunidad se dedica a la elaboración de artesanías como los sombreros y los petates.